# Chenard Walcker
 (avril 2019).
Pour les articles homonymes, voir Walcker.
Ne doit pas être confondu avec Chenard et Walcker.
Chenard Walcker est un musicien français travaillant dans les domaines du collage et de l'écriture automatique.

## Photomontages
L'éducation de Chenard Walcker tient dans la formule suivante : Altruisme surréaliste. Aussi, il se passionne très tôt pour les techniques du collage qu'il exploite tout d'abord dans le domaine visuel. À ce propos, il cite Raoul Hausmann : « Le procédé de collage peut dévoiler au monde sa propre absurdité ». Mais il abandonne rapidement les photomontages pour se concentrer sur l'exploitation du collage dans le domaine musical.
Il commente sa pratique ainsi : « Provoquer la rencontre a pour moi une valeur cathartique. C'est mon moyen de "recoller les morceaux", de restaurer ce qui a été brisé. » et ces propos semblent tout autant transposables à ses nombreux albums.

## Sonomontages
Chenard essaye d'explorer les possibilités d'une musique faite uniquement à partir de samples. Les diverses sources sont réassemblées automatiquement par collage puis retravaillées afin de créer une musique inédite, qui se veut largement indépendante des morceaux utilisés. La recontextualisation de travaux 'terminés' peut, selon lui, être faite de manière éthique et être considérée en soi comme un travail d'auteur à part entière.
En 2006, à la suite d'un malaise dû à son diabète, Chenard a cessé de faire la musique. WM Recordings, un de ses labels, lui organise un album d'hommage.

## Free Sample Zone
Chenard Walcker a créé le faux netlabel Free Sample Zone en janvier 2005 pour se positionner contre la loi du copyright. Tous les albums y sont téléchargeables gratuitement, sous licence Creative Commons. La majeure partie de la production musicale de Chenard y est éditée sous divers pseudonymes.

## Discographie

### Albums
- 2002 : L'Âne vêtu de la peau de lion2
- 2002 : Le Fou4
- 2002 : Chenard Haut-Le-Cœur6
- 2003 : Écossaise 133
- 2003 : L'Omelette11
- 2004 : Le Football De Collage14
- 2004 : Vize Verze
- 2004 : Echolalie20
- 2005 : Testez Votre Chaine Hi-Fi Avec Chenard Walcker28
- 2005 : Hands33
- 2005 : Vodoun34
- 2005 : Houseplant38
- 2006 : Moo47
- 2006 : The Pusher50

### EP
- 2002 : L5
- 2003 : Blessed8
- 2003 : Utopia10
- 2004 : Rock'n Roll Boy15
- 2004 : Magirus Dentz17
- 2004 : Oddio18
- 2004 : X Rays19
- 2004 : Middle
- 2004 : Rain
- 2005 : We Are The Monster21
- 2005 : Kalifornia27
- 2005 : Homme-Grenouille
- 2005 : Heartbreak Pain Cafe36
- 2005 : Archisex41
- 2005 : Gaspatxo44
- 2006 : Zyne45
- 2006 : Metamorphoses49

### Collaborations
Avec Roy Chicky Arad (en) :
- 2004 : Monster
- 2005 : I Vanunu40
- 2006 : Street51

Avec The Sand :
- 2005 : Holes35
- 2006 : C-Side48